# Kvarteret Sidenvävaren

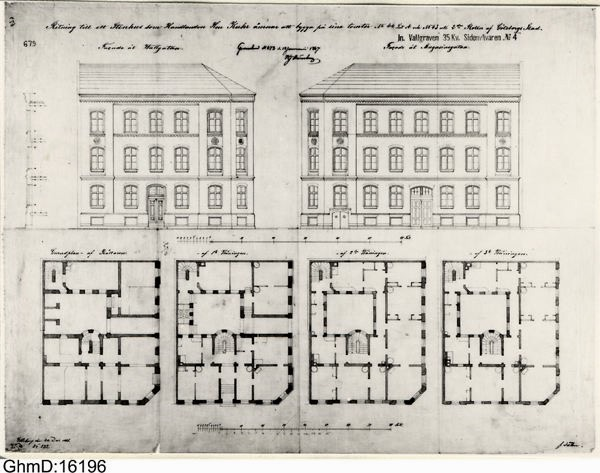
Byggnadsritning av J. Dähn för bostadshuset uppfört 1867 för handlanden F.C. Kuhr, nybyggnad vid Vallgatan 6 – Magasinsgatan 13. Bildsamlingen vid Göteborgs stadsmuseum.

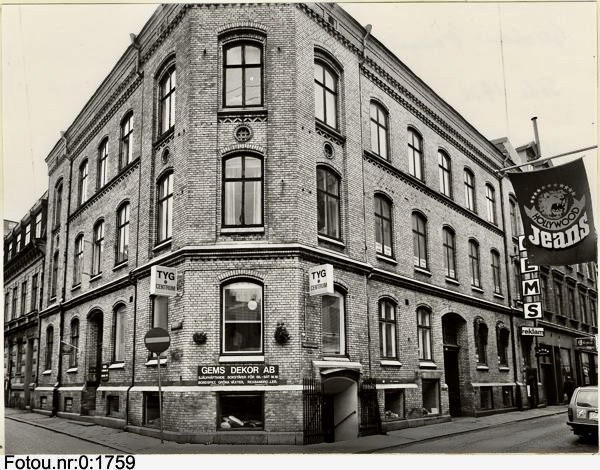
Vallgatan 6 – Magasinsgatan 13, Göteborg omkring 1970. Bildsamlingen vid Göteborgs stadsmuseum.

Kvarteret Sidenvävaren, är ett kvarter Inom Vallgraven i Göteborg. Kvarteret består numera av fem tomter, är beläget mellan gatorna Kaserntorget, Kungsgatan, Magasinsgatan och Vallgatan.
Fyra av byggnaderna inom kvarteret uppfördes 1807 (husnummer 1B, Vallgatan 4), (Inom Vallgraven 35:15) – respektive 1867 (husnummer 1A, Vallgatan 6 / Magasinsgatan 13), (Inom Vallgraven 35:4) och är byggnadsminne enligt Kulturmiljölagen sedan 18 januari 1999. Byggnaderna ägs och förvaltas av Castellum, tidigare Eklandia Fastighets AB i Göteborg.

## Historik
Bebyggelsen på dåvarande fastigheterna Inom Vallgraven 35:4 och 35:5 - numera del av fastigheten 35:17 - är uppförda 1807. De byggdes för i huvudsak bostadsändamål och har senare delvis förändrats för småindustri, handel och kontor. Numera inrymmer de åter i huvudsak bostäder. De utgör kvarterets äldsta bevarade lågskaliga stenhusbebyggelse. Fasaderna på Vallgatan 6 och 4 har olika stilkaraktär. Vallgatan 6 kännetecknas av en medeltidsromantisk tegelarkitektur och Vallgatan 4 av nyrenässansens dekorativa utformning av fasad och tak. Den senare härrör från en omgestaltning av Vallgatan 4 år 1882. I samband med denna tillkom vindsvåningen med sitt höga mansardtak och T-postfönstren samt en rundad utbyggnad med tegelfasad mot gården för ny huvudtrappa.
Fråga om byggnadsminnesförklaring av kvarteret väcktes 1986, då stora delar av den anrika bebyggelsen i cityområdet var utsatt för ett starkt exploateringstryck. Större delen av kvarteret Sidenvävaren har under 1990-talet förnyats genom ny- och ombyggnad. Ombyggnad av kvarterets byggnader genomfördes 1991–93 varvid bland annat gårdarnas och fönstrens genuina karaktär bibehölls. Gårdsflygeln nummer 1C och uthuslängan 1D revs och återuppbyggdes i samband med angränsande nybyggnadsföretag, varvid den för gårdsmiljön betydelsefulla fasadmuren i tre våningars höjd, tillhörande husnr 1C, bibehölls och uthuslängan rekonstruerades.

## Beskrivning

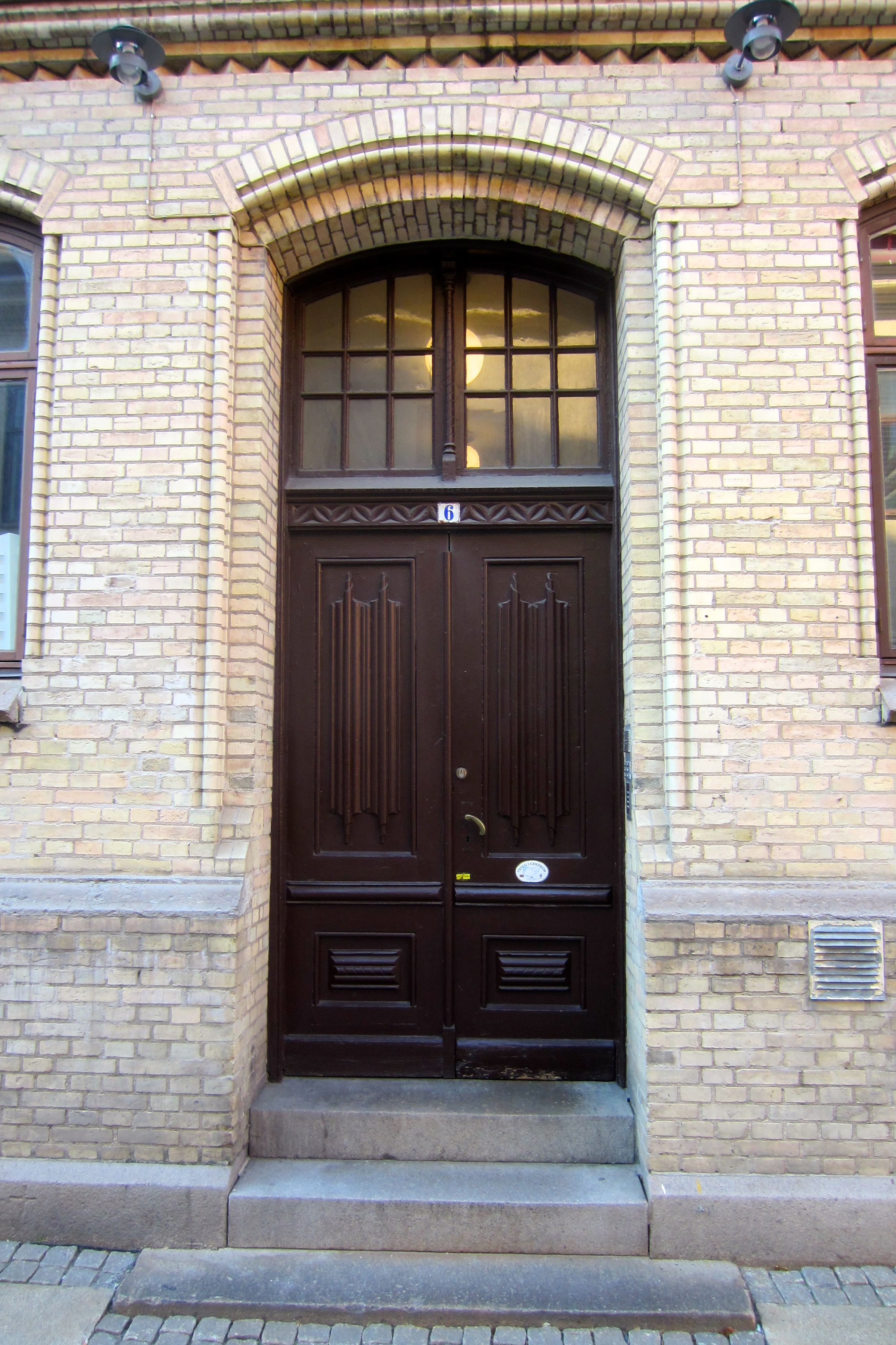
Porten till Vallgatan 6.

Byggnadsminnet består av två bevarade stenhus, Vallgatan 6 /Magasinsgatan 13 (husnr 1A), och Vallgatan 4 (husnr 1B), med en till större delen nybyggd gårdsflygel (husnr 1C) samt ett rekonstruerat uthus (husnr 1D). Samtliga på fastigheten Inom Vallgraven 35:17, i sydöstra hörnet av kvarteret Sidenvävaren, i korsningen Magasinsgatan/Vallgatan. Stenhusen är uppförda i tre våningar och har enkelsidiga gårdsflyglar placerade rygg mot rygg mot angränsande byggnader, vilka åtskiljer och omger två kringbyggda gårdar (se situationsplan). Husen är uppförda för i huvudsak bostadsändamål och senare delvis förändrade för småindustri, handel och kontor. 
Husen utgör kvarterets äldsta bevarade lågskaliga stenhusbebyggelse och utgör en för Göteborgs "City" karakteristisk stadsbild. Bebyggelsen i kvarteret Sidenvävaren som helhet speglar det ursprungliga stadsområdets förändring i samband med bränderna vid sekelskiftet 1800 och cityomvandlingen sedan 1800-talets mitt. Bebyggelsestrukturen med små trånga gårdsrum respektive helt överbyggda gårdar är typisk för utvecklingen av Göteborgs stadskärna till "City" sedan denna utveckling på 1860-talet börjat ge utslag i stadens utseende. Exteriören och de välbevarade interiörerna belyser därtill de växlande borgerliga arkitekturidealen och levnadsförhållandena under 1800-talet.
De aktuella byggnaderna representerar en arkitektonisk stilutveckling med göteborgska särdrag. Särskilt karakteristiska drag exteriört är:
1. Det traditionsrika grågula teglet, dels som medeltidsromantisk fasadarkitektur (husnr 1A, Vallgatan 6 / Magasinsgatan 13), dels som anspråkslös "konstruktiv" bakgårdsarkitektur (Vallgatan 4, husnr 1B-C). Göteborg utgör av tradition en centralort på Sveriges västkust för gult klinkerartat tegel som väderbeständigt fasadmaterial, en arkitektur med ursprung i Nordeuropas kustområden (Nederländerna, Tyskland och Sydskandinavien). Byggnaderna 1A och 1C utgör exemplariska prov på den i 1800-talets Göteborg rikligt representerade gultegelarkitekturen med importerat "flensburgertegel".
2. Putsfasaden och den påbyggda vindsvåningen på Vallgatan 4 med sitt höga mansardtak och fönster av typ T-post, resultatet av en omgestaltning 1882 med nyrenässansens dekorativa utformning av fasad och tak. I samband därmed gjordes en rundad utbyggnad för en ny huvudtrappa mot gården med tegelfasad.
3. De rustika men intima gårdsmiljöerna, präglade av gatstensbeläggningen och enkla fasader i ljus slätputs eller tegel och fönster av typ korspost med spröjsade undre bågar.

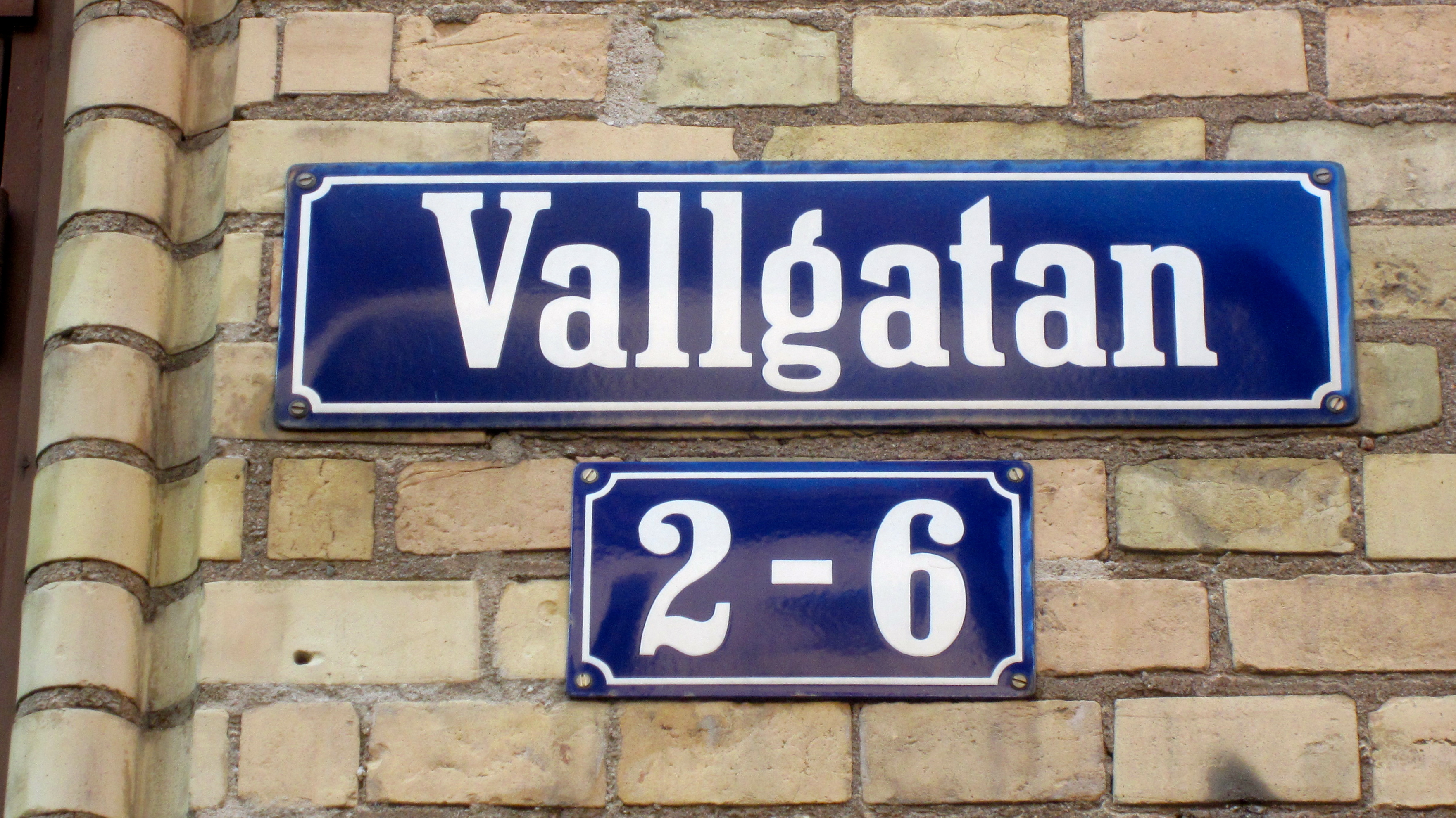
Traditionell gatuskylt – Vallgatan 2–6.

Bland interiörerna utmärker sig särskilt huvudtrapphusen Vallgatan 4 och 6 genom utsmyckningen av väggar och golv i respektive tidsanda från 1882 och 1867. Egenartade och i Göteborg numera unika inslag av 1800-talets byggnadsskick i stadsmiljö är avträdets inbyggande under bostadsvåningarna i gårdshuset (husnr 1A) och ljusbrunnen, ett sekundärt dagerinsläpp från en lanternin på taket till ett fönsterlöst trapphus (husnr 1C). 
Vid en ombyggnad 1991-93 revs delar av gårdshuset nr 1C – flygeln väster om trapphuset – varvid den för gårdsmiljön betydelsefulla gårdsfasaden bibehölls då huset återuppbyggdes i samband med angränsande nybyggnadsföretag. Uthuslängan 1D revs, men rekonstruerades beträffande det yttre utseendet. Den nya byggnaden inrymmer soprum. För samtliga byggnader kunde gårdarnas och fönstrens genuina karaktär bibehållas. Olika karakteristiska utföranden av dörrar, foder, socklar och fönster i respektive byggnader är renoverade eller nytillverkade lika de befintliga.
I trapphusen på Vallgatan 6 och Magasinsgatan 13 finns ursprungliga mönstrade golv, kalkstenstrappor och sirligt utformade järnräcken med växtmotiv samt pardörrar. Huset har en originellt utformad port mot Vallgatan och en ålderdomlig, kringbyggd gård med valv i portgången.

## Karta
- Kvarteret Sidenvävaren, karta från Lantmäteriet.